# Kerstin Schulz

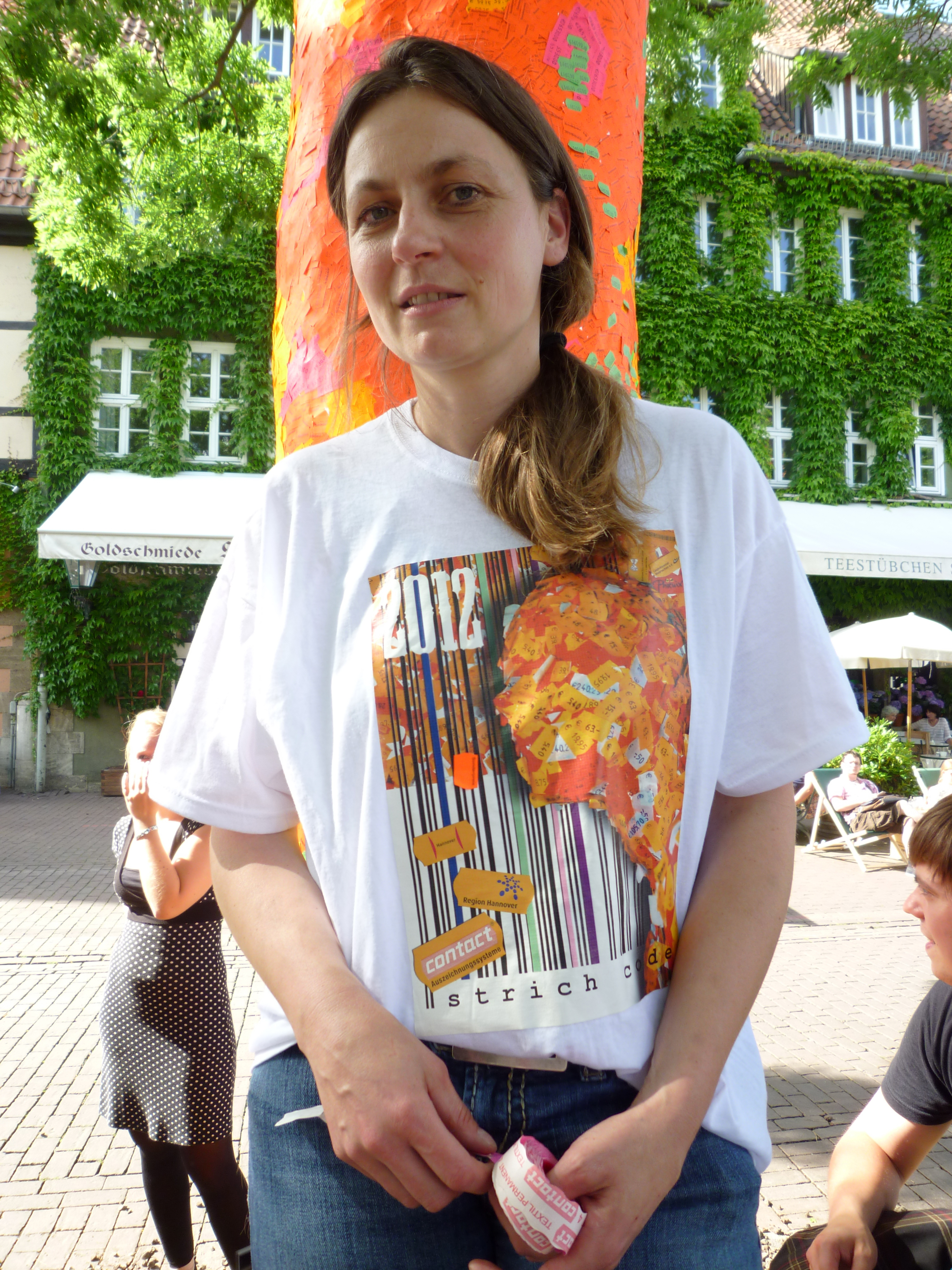
Kerstin Schulz (2012)

Kerstin Schulz (* 2. September 1967 in Hannover) ist eine deutsche bildende Künstlerin. Sie arbeitet sowohl in klassischen Kunst-Disziplinen wie Zeichnung, Bildobjekte und Skulpturen, als auch in übergreifenden Grenzbereichen, z. B. Installationen und Schwarmkunst.

## Leben
Kerstin Schulz wurde am 2. September 1967 in Hannover geboren. Sie absolvierte zunächst ein Grafik-Design Studium. Das nachfolgende Studium der Bildenden Kunst an der Fachhochschule Hannover schloss sie als Meisterschülerin von Verena Vernunft ab. Seit 2000 ist Kerstin Schulz als freischaffende Künstlerin auf zahlreichen Ausstellungen im In- und Ausland zu sehen. Ihr Arbeits- und Wohnsitz ist in Gehrden in der Region Hannover.

## Ausstellungen

### Einzelausstellungen (Auswahl)
- 2013: "PRO DU/WIR/ZIERT", Torhaus Galerie, Braunschweig[4]
- 2009: Kunstverein Hameln, Hameln
- 2008: Torhaus Galerie, Braunschweig
- 2007: Galerie Artforum, Hannover
- 2006: Galerie an der Pinakothek der Modernen, München
- 2006: Galerie Hölder, Ravensburg
- 2005: Galerie Ruetz, Augsburg
- 2002: Gehry Tower, Hannover
- 2000: Galerie ATN, Hannover

### Gruppenausstellungen (Auswahl)
- 2013: Galerie Ruetz, München
- 2013: Kunstverein Burgwedel | Isernhagen
- 2012: Galerie Kolbien, Garbsen
- 2011: Galerie Golkar, Bonn
- 2011: Galerie Ruetz, München
- 2011: Kunstfrühling, Bremen
- 2009: Kunstverein Wunstorf, Wunstorf
- 2008: Galerie Epikur, Wuppertal
- 2007: Art Karlsruhe, Karlsruhe
- 2007: Kubus, Hannover
- 2007: Art Bodensee, Dornbirn, Österreich
- 2006: Art Karlsruhe, Karlsruhe
- 2005: Galerie Artforum, Hannover
- 2005: Art Karlsruhe, Karlsruhe
- 2005: Galerie Hoge Bomen, Veurne, Belgien
- 2005: Showroom De Padova, Mailand, Italien

### Schwarmkunstaktionen (Auswahl)
- 2012: Strich-Code, Hannover
- 2011: Himmelsstürmer in St. Michaelis, Braunschweig

## Preise und Auszeichnungen
- 2013: “pro visio” Kulturpreis  der Stiftung Kulturregion Hannover für das Schwarmkunst Projekt Strich-Code[5], Hannover
- 2011: Himmelsstürmer, Braunschweig[6]